# Muğla
Muğla (izgovorjeno [ˈmuːɫa]) je mesto v jugozahodni Turčiji. Je središče okrožja Menteşe in province Muğla, ki se razteza vzdolž gejske obale Turčije. 

## Geografija
Središče Muğle je v notranjosti vpeto v goro Asar (Hisar) na nadmorski višini 660 m in leži oddaljeno približno 30 km od najbližje morske obale v zalivu Gökova proti jugozahodu. Okrožje meji na okrožja Milas, Yatağan in Kavaklıdere na severu in severozahodu ter Ula in Köyceğiz, ki so vsa odvisna okrožja. Muğla je upravno glavno mesto province, ki vključuje mednarodno znana in priljubljena turistična naselja, kot so Bodrum, Marmaris, Datça, Dalyan, Fethiye, Ölüdeniz in tudi manjše letovišče Sarigerme.
Fizikalne značilnosti okrožja so določene z več visokimi planotami obkrožene z gorami, od katerih je najvišja tista, kjer je mesto Muğla. Planoto Muğla obdajajo pobočja s kalceroznimi tvorbami in grmičastim rastjem, ki daje neposredni bližini Muğle neploden izgled. Obdelovalne površine so omejene na dna dolin.
Sorazmerno majhno mesto s 74.371 (stanje leta 2019) in ga obiskovalci pogosto spregledajo zaradi bližnjih obalnih letovišč, je Muğla z ustanovitvijo univerze v 1990-ih dobila novo spodbudo. Danes univerza združuje več tisoč glavo študentsko skupnost, ki so ji dodali akademiki in zaposleni ključno vlogo pri prinašanju gibanja v mesto in odpiranju v zunanji svet. Nekdanji profil pretežno podeželskega, težko dostopnega, izoliranega in premalo poseljenega območja, ki ga obdaja močan gorski kompleks, se zdaj izteka. V zadnjih letih je velik program obnove arhitekturne dediščine mesta okrepil lokalni turizem. Mesto ostaja urejeno, kompaktno središče province, ki je obdržalo svoje stare soseske, ne da bi se predalo razcvetu betonskih konstrukcij. Kljub vsemu Muğla še vedno nima pomembnih proizvodnih in predelovalnih centrov in se v svojem gospodarstvu zanaša na trgovino, obrt, storitve, turizem in kmetijstvo. Zato je turizem v Muğli odlična zaposlitvena priložnost za lokalno skupnost in rodovitna tla, primerne podnebne razmere pa omogočajo tudi obiranje raznovrstnih proizvodov ljudem, ki se ukvarjajo s kmetijskim sektorjem.
Podnebje je blago s količino padavin, ki so za Turčijo zelo visoke, zato imajo starejše hiše v mestu značilne dimniške glave za zaščito pred dežjem ('klobuk'). Te krasijo tudi grb mesta.

## Zgodovina
V antičnih časih je bila Muğla navidezno precej nepomembna naselbina na prehodu med karijskimi mestoma Idrias (pozneje Stratonicea) na severu in Idimi (sodobna Akyaka) na jugozahodu ob obali. Avtohtono ime Mobolla, ki se je sčasoma pokvarilo v Mogolla in nato še naprej v moderno Muğla, se prvič pojavi v začetku 2. stoletja pred našim štetjem ob prehodu regije iz vzhodne karijske federacije povezane s Tabo (sodobni Tavas) in drugimi mesti do rodoške prevlade. Mobolla je bila del rodoške Peraea od leta 167 pr. n. št., vsaj do 2. stoletja našega štetja (Paraea je bilo ime za južno obalo regije Karia v zahodni Mali Aziji v 5. do 1. stoletju pred našim štetjem, ko je območje nadzoroval in koloniziral bližnji otok Rodos). Rodoško ozemlje se je začelo tu in čeprav je bila regija podložna Rodosu, ni bila vključena v Rodoško državo.
Ruševin, ki bi razkrile zgodovino naselja Mobolla, skorajda ni. Na visokem griču severno od mesta nekaj starodavnih ostankov kaže, da je bilo to mesto akropola. V mestu je bilo najdenih nekaj napisov, ki segajo v 2. stoletje pred našim štetjem.
Muğla je tudi v turškem obdobju v začetku ostala manjše mesto, v 13. stoletju pa je bila zajeta v zahodno Anatolijo. Lokalna vladajoča dinastija Menteşe je imela glavno mesto v Milasu. Muğla je pridobila regionalni pomen, potem ko je leta 1420 nadomestila Milas kot sedež podprovince (sandžak) pod Osmanskim cesarstvom. Sandžak je ime Menteşe obdržal vse do republikanske dobe, ko se je po sedežu vlade preimenoval v Muğla.
Leta 2018 so potrjene arheološke ruševine in mozaiki, ki pripadajo vili grškega ribiča Fainosa, ki je živel v 2. stoletju našega štetja. Fainos je bil najbogatejši in najslavnejši ribič svojega časa .
Leta 2018 so arheologi hribu v vasi Turgut, provinca Muğla, Marmaris, odkrili 2300 let star kamnit grob starogrškega boksarja z imenom Diagoras Rodoški. Domačini so to nenavadno piramidno grobnico pripisovali sveti osebi. Svetišče, ki so ga domačini uporabljali za romanje do 1970-ih, ima lahko tudi edini piramidni grob v Turčiji. Skupina za izkopavanje je odkrila tudi napis s temi besedami: »Previden bom na samem vrhu, da bom zagotovil, da noben strahopetec ne bo prišel in uničil tega groba«.

## Zanimivosti
Čeprav je blizu večjih letovišč, je Muğla šele pred kratkim začela privabljati obiskovalce. Znamenitosti mesta so:
- Velika mošeja Muğla (Ulu Cami) – zgradili so jo leta 1344 begi iz Menteşe
- Konakaltı Han in Yağcılar Han - karavanseraja obnovljena v 18. stoletju, prvi uporabljen kot umetniška galerija in obrnjen proti muzeju Muğla, drugi uporabljen v bolj komercialne namene
- Kurşunlu Cami' - velika mošeja, zgrajena leta 1495
- Mestni muzej Muğla ima dobro zbirko arheoloških in etnografskih predmetov ter 9 milijonov let stare fosile živali in rastlin, odkritih v bližini Kaklıcatepe
- Bazar Arasta iz obdobja osmanskega cesarstva, z urnim stolpom, ki ga je leta 1895 zgradil grški obrtnik, imenovan Filivari Usta
- Vakıflar (turška kopel – hamam); še vedno delujoča turška kopel, ki izvira iz leta 1258.
- Stara mestna četrt Muğle - na pobočjih in okoli trga Saburhane (Meydanı), sestavljena iz približno štiristo registriranih starih hiš iz 18. in 19. stoletja, od katerih so mnoge obnovljene. Te hiše so večinoma v turško / osmanskem slogu, za njih so značilna dvorišča hayat, do katerih se dostopa skozi dvokrilna vrata, imenovana kuzulu kapı (jagnječna vrata), z dimniki, značilnimi za Muğlo. Obstajajo pa tudi številne 'grške' hiše. Razlike med obema vrstama hiš ima lahko povezavo s tem, koliko je bil uporabljen les ali kamen v arhitekturi in ali so bile urejene v introvertiranih ali ekstravertiranih slogih.

Lokalni študentje se običajno družijo v kavarnah na prostem ob cesti İzmir ali v karavanseraju ali v Sanat Evi (hiša umetnosti), osmanski rezidenci, ki je bila spremenjena v kavarno / umetniško galerijo, ki po navadi predstavlja lesene rezbarije.

## Gospodarstvo
Glavni dejavnosti ostajata kmetijstvo in turizem. Turizem pa ima večjo vlogo v sosednjem mestu Akyaka. Muğla je sedež Muğla Sıtkı Koçman Üniversitesi.
- Staro mesto Muğla
- Zgodovinska slika mesta
- Akropola in antično gledališče
- Mošeja Kurşunlu v Muğli
- Značilni dimniki